# أنخيل أتينثا
أنخيل أتينثا (بالإسبانية: Ángel Atienza)‏ هو لاعب كرة قدم ونحات ورسام إسباني في مركز الدفاع، ولد في 16 مارس 1931 في مدريد في إسبانيا، وتوفي بنفس المكان في 22 أغسطس 2015. لعب مع ريال سرقسطة وريال مدريد.

## وصلات خارجية
- أنخيل أتينثا على موقع قاعدة بيانات كرة القدم.إي يو (الإنجليزية)
- أنخيل أتينثا على موقع عالم كرة القدم.نت (الإنجليزية)